# Jeonggwa
O jeonggwa (hangul: 정과; hanja: 正果) é um hangwa crocante e mastigável (confeitaria tradicional coreana) com cores vivas e aparência translúcida. É uma das maravilhas da confeitaria tradicional coreana, conhecida por sua textura crocante e mastigável, além de suas cores vibrantes e aparência translúcida. Este deleite é criado através de um processo que envolve o cozimento de fatias de frutas, raízes ou sementes em uma mistura de mel, yeot (xarope de arroz) ou água com açúcar. Após esse processo, as fatias são secas e, em alguns casos, moldadas em formas decorativas, como flores e outras figuras.
Ele pode ser feito fervendo frutas fatiadas, raízes ou sementes em mel, yeot (xarope de arroz) ou água com açúcar, depois secando as fatias e, opcionalmente, moldando-as em flores ou outras formas decorativas. As frutas, raízes ou sementes cristalizadas podem ter textura semelhante à geléia, marmelada ou geleia.
As frutas, raízes ou sementes cristalizadas resultantes têm uma textura semelhante à de geleias, marmeladas ou geléias, mas com um toque crocante e mastigável distintivo. Jeonggwa é apreciado não apenas pelo seu sabor adocicado, mas também pela sua beleza visual, tornando-o uma atração em muitas celebrações e ocasiões especiais na cultura coreana.